# Story City (Iowa)
Story City es una ciudad ubicada en el condado de Story en el estado estadounidense de Iowa. En el Censo de 2010 tenía una población de 3431 habitantes y una densidad poblacional de 472,61 personas por km².

## Geografía
Story City se encuentra ubicada en las coordenadas 42°11′9″N 93°35′13″O / 42.18583, -93.58694. Según la Oficina del Censo de los Estados Unidos, Story City tiene una superficie total de 7.26 km², de la cual 7.25 km² corresponden a tierra firme y (0.07%) 0.01 km² es agua.

## Demografía
Según el censo de 2010, había 3431 personas residiendo en Story City. La densidad de población era de 472,61 hab./km². De los 3431 habitantes, Story City estaba compuesto por el 97.23% blancos, el 0.32% eran afroamericanos, el 0.12% eran amerindios, el 0.38% eran asiáticos, el 0% eran isleños del Pacífico, el 1.25% eran de otras razas y el 0.7% pertenecían a dos o más razas. Del total de la población el 3.09% eran hispanos o latinos de cualquier raza.